# Martín Ron (artista)
Martín Ron  (Caseros, 13 de marzo de 1981) es un artista correspondiente al movimiento del arte urbano. Es conocido como uno de los diez mejores muralistas del mundo, cofundador del programa "Embellecimiento Urbano", fue el primero en pintar un mural de grandes dimensiones en el Barrio de Villa Urquiza (Buenos Aires) y participó de numerosas intervenciones en muchas estaciones del Subte de Buenos Aires. Con proyección internacional, ha pintado murales en ciudades como Londres, Tallin, Penang (Malasya), Brístol, Miami, Tenerife, Bremen, Glauchau llevando color y vida a las calles. Sus obras a gran escala se caracterizan por el estilo hiperrealista, con el uso de colores fuertes, texturas y elementos de la vida cotidiana. Ha trabajado con la técnica del 3D, dándole más realismo a su obra, uno de sus sellos personales es el uso de la cuadrícula que está presente en la varios de sus murales. También es un artista sobre lienzo usando este soporte para la expresión de otro tipo de arte, en menor escala, pero con muchos de los elementos que lo caracterizan.
Estudió Gestión de arte y cultura en la Universidad Nacional de Tres de Febrero, lugar en el que luego se desempeñó como docente dictando cursos de Muralismo. Actualmente continúa desarrollando seminarios y talleres de manera independiente.

## Obras en Argentina

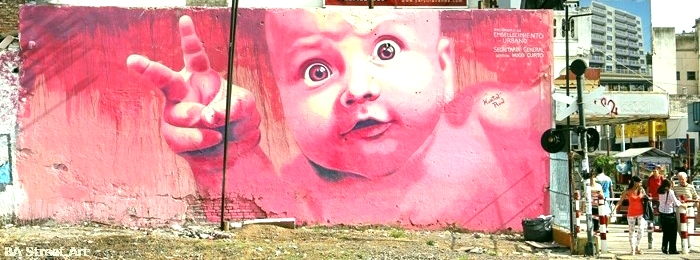
Mural hecho a las vías del Ferrocarril General San Martín en Caseros, su ciudad natal.

Desde 2010 se desempeña como director artístico del programa "Embellecimiento Urbano" en el Partido de Tres de Febrero realizando más de 250 murales junto a diferentes colaboradores. 
Participó de la primera y segunda edición del festival internacional Meeting of Styles que se hizo en Buenos Aires. En su segunda participación pinto un enorme mural de una tortuga marina con efecto 3D, estilo hiperrealista y con colores vivos, "Pedro Luján y su perro" fue el título de la obra.
Junto a otros artistas desde 2011 llevó adelante una serie de murales a gran escala en homenaje a los iconos de la cultura popular. Las figuras homenajeadas fueron Carlos Tévez , que se encuentra en su barrio natal Ejército de los Andes, Diego Armando Maradona, Isabel Sarli y el cantante La Mona Jiménez.
Participó en a la celebración de los "Cien años del Subterráneo" pintando una formación completa del Subte Línea A. La obra reunió a los 100 personajes referentes de la historia Argentina; Julio Cortázar, Mercedes Sosa, Carlos Tévez, Juan Manuel Fangio, Luis Alberto Spinetta retratos con colores fuertes y el uso de la cuadrícula.
Desde 2013 Martín Ron pintó frecuentes estaciones del Subte de Buenos Aires, pintó en las estaciones de Plaza Miserere, Medrano, Plaza de Mayo. Además las columnas de la Línea B fueron pintadas en escala cromática dándole un efecto visual al pasar a gran velocidad con el subte. En el 2013 fue convocado a participar de la iniciativa del Gobierno de la Ciudad de Buenos Aires "Paseo Cultural del Tango", allí pintó en la estación Hospitales (Subte de Buenos Aires) con una obra con retratos de la cantante y actriz Tita Merello y músico Ángel Villoldo.
En el año 2013 pintó el mural más grande hasta el momento en el barrio de Villa Urquiza (Buenos Aires), fue una iniciativa de BA Street Art y el Gobierno de la Ciudad de Buenos Aires. "El cuento de los loros" se pintó en la medianera de un edificio de cuatro pisos, una obra de 412 m².
En el año 2014 participó del "Proyecto Dúo", que reunió a 12 artistas que fueron agrupados en duplas, siendo su compañero Nase Pop.
En 2016 ejecuta junto a 25 artistas la obra denominada "Parque Cromo", consistente en pintar con colores los pilares de la autopista Acceso Oeste–Perito Moreno, en el límite entre Ciudadela y Liniers.

## Obras en el exterior
Su primer viaje al exterior fue en el año 2012 en el Festival Ibug de Cultura y Arte Urbano en Glauchau, Alemania. 
En el año 2014 participó de la exposición "From Argentina with Love" en Vice Gallery en la ciudad de Miami junto a otros artistas argentinos.
Participó del festival Rock Werchter en Bélgica que presentó el North West Walls Proyect curado por el artista Arne Quinze. Allí pintó una torre armada con viejos contenedores, una obra de gran tamaño con un retrato de un hombre que sostiene en su boca una rama en la que está apoyado un colorido loro. 
Su segunda exposición fue en Londres, Inglaterra en la galería Mead Carney esta vez en solitario.
En el año 2015 pinto tres murales en Inglaterra.  En la clásica cervecería Old Thruman`s Brewery en Colbert Place, en el edificio Number 90 en Hackney Wick, una imagen hiperrealista titulada "Machaco"'. El tercer mural en fue en Brístol se tituló "Andromeda" realizado en el festival The Urban Paint Festival. Ese mismo año pintó un gran mural titulado "Mudra"  en Tallin, Estonia. También pintó un enorme mural hiperrealista con tres tortugas marinas en efecto 3D en la ciudad de Penang, Malasia, lugar donde las tortugas dejan sus huevos en las playas de esa ciudad. 
Uno de sus últimos murales del año 2015 fue "Hay canarios...y canarios" en el Puerto de la Cruz en Tenerife, España invitado por el Festival Periplo.Un mural a gran escala, con su clásica cuadrícula, una mano con los dedos cruzados y dos canarios posados en los dedos. Nuevamente el estilo hiperrealista vuelve real aquellos elementos fantásticos que concluyen en la obra de Martín Ron. El arte al servicio del hombre y la naturaleza.